# Kristiāns Rubīns
Kristiāns Rubīns (* 11. September 1997 in Jūrmala) ist ein lettischer Eishockeyspieler, der seit Juli 2024 beim HC Plzeň 1929 aus der tschechischen Extraliga unter Vertrag steht und dort auf der Position des Verteidigers spielt. Zuvor absolvierte Rubīns unter anderem annähernd 150 Spiele in der American Hockey League (AHL) und stand in drei Partien für die Toronto Maple Leafs in der National Hockey League (NHL) auf dem Eis.

## Karriere
Kristiāns Rubīns begann seine Karriere bei der HS Prizma/Pardaugava. 2013 wechselte er nach Schweden, wo er bei VIK Västerås, mit deren Nachwuchsmannschaft er es bis in die J20 SuperElit, die höchste schwedische Juniorenklasse, schaffte. Ab 2014 spielte er auch vereinzelt in der HockeyAllsvenskan. 2014 wurde er beim KHL Junior Draft von Dinamo Riga in der vierten Runde als insgesamt 157. Stelle ausgewählt, kehrte aber nicht in sein Heimatland zurück.
Nachdem er beim CHL Import Draft 2016 in der ersten Runde als insgesamt 16. Spieler von den Medicine Hat Tigers gezogen worden war, wechselte er in die Western Hockey League. 2018 wurde er von den Toronto Marlies aus der American Hockey League verpflichtet, verbrachte die erste Spielzeit aber vorwiegend beim Farmteam Newfoundland Growlers in der ECHL, die er mit dem Team gewinnen konnte. Im Oktober 2020 wurde er nach Dänemark zu den Frederikshavn White Hawks verliehen, kehrte aber noch vor Jahresende zu den Marlies zurück. In seiner vierten Spielzeit in Toronto wurde er am 7. Dezember 2021 gegen die Chicago Blackhawks erstmals von den Toronto Maple Leafs in der National Hockey League eingesetzt. Es folgten am 9. und 11. Dezember zwei weitere Spiele. Insgesamt bekam er in den drei Spielen gut 35 Minuten Eiszeit. 2022 wechselte er zu den Belleville Senators, bevor er im März 2023 bei den Calgary Wranglers anheuerte, mit denen er die AHL-Playoffs absolvierte.
Im Sommer 2023 zog es ihn wieder nach Schweden, wo er für eine Saison bei MODO Hockey in der Svenska Hockeyligan spielte. Zur Spielzeit 2024/25 wechselte der Lette zum HC Plzeň 1929 in die tschechische Extraliga.

### International
Mit dem lettischen Nachwuchs nahm Rubīns zunächst am Europäischen Olympischen Winter-Jugendfestival 2013 im rumänischen Brașov, an der U18-Weltmeisterschaft der Division I 2014 und nach dem dort erzielten Aufstieg an der U18-Weltmeisterschaft der Top-Division 2015 teil. Anschließend spielte er mit der U20-Auswahl bei den Weltmeisterschaften der Division I 2015 und 2016 sowie der Top-Division 2017.
Mit der lettischen Eishockeynationalmannschaft nahm er an den Weltmeisterschaften 2018, 2021, 2022, 2023, als die Balten erstmals die Bronzemedaille gewannen, und 2025 teil. Er erzielte dabei 2023 den 4:3-Siegtreffer in der Verlängerung des Spiels um den dritten Platz gegen die Vereinigten Staaten. Zudem vertrat er sein Heimatland bei den erfolgreichen Qualifikationen für die Olympischen Winterspiele in Peking 2022 und Mailand 2026.

## Erfolge und Auszeichnungen
- 2019 Kelly-Cup-Gewinn mit den Newfoundland Growlers

### International
- 2014 Aufstieg in die Top-Division bei der U18-Weltmeisterschaft der Division I, Gruppe A
- 2016 Aufstieg in die Top-Division bei der U20-Weltmeisterschaft der Division I, Gruppe A
- 2023 Bronzemedaille bei der Weltmeisterschaft

## Karrierestatistik
Stand: Ende der Saison 2024/25

### International
Vertrat Lettland bei:
| - Europäisches Olympisches Winter-Jugendfestival 2013 - U18-Junioren-Weltmeisterschaft der Division IA 2014 - U20-Junioren-Weltmeisterschaft der Division IA 2015 - U18-Junioren-Weltmeisterschaft 2015 - U20-Junioren-Weltmeisterschaft der Division IA 2016 - U20-Junioren-Weltmeisterschaft 2017 - Weltmeisterschaft 2018 | - Weltmeisterschaft 2021 - Qualifikationsturnier für die Olympischen Winterspiele 2022 - Weltmeisterschaft 2022 - Weltmeisterschaft 2023 - Qualifikationsturnier für die Olympischen Winterspiele 2026 - Weltmeisterschaft 2025 |

(Legende zur Spielerstatistik: Sp oder GP = absolvierte Spiele; T oder G = erzielte Tore; V oder A = erzielte Assists; Pkt oder Pts = erzielte Scorerpunkte; SM oder PIM = erhaltene Strafminuten; +/− = Plus/Minus-Bilanz; PP = erzielte Überzahltore; SH = erzielte Unterzahltore; GW = erzielte Siegtore; 1 Play-downs/Relegation; Kursiv: Statistik nicht vollständig)